# Usechus lacerta
Usechus lacerta är en skalbaggsart som beskrevs av Victor Ivanovitsch Motschulsky 1845. Usechus lacerta ingår i släktet Usechus och familjen barkbaggar. Inga underarter finns listade i Catalogue of Life.